# HV KRAS/Volendam
Maillots
Le Handbal vereniging KRAS/Volendam, abrégé en HV Kras/Volendam, est un club néerlandais de handball situé à Volendam en Hollande-Septentrionale, au sud d'Amsterdam.
Évoluant en BeNe League, le club constitue une importante formation néerlandaise, il atteint son apogée dans les années 2000 et début des années 2010 en remportant sept titres de Champion des Pays-Bas, huit Coupes des Pays-Bas et sept Supercoupes des Pays-Bas, ainsi que trois BeNe League.
Son nom est associé à la société de voyage Kras, du nom de Johan Kras.

## Histoire
Fondé en 1963, le HV KRAS/Volendam n'atteint l'AFAB Eredivisie qu'en 2000.
Et il monte rapidement en puissance puisqu'il participe en 2003 à sa première campagne européenne, étant éliminé au deuxième tour par le Collège de Chypre en Coupe de l'EHF.
Pour la saison 2004-2005, le club participe en coupe d'Europe à la Coupe Challenge puis remporte son tout premier titre de champion, terminant devant le HV Tachos Waalwijk. Qualifié donc pour la Ligue des champions, Volendam se fait toutefois éliminer dès le premier tour par les grecques du Athinaïkós Athènes sur un total de 46 à 57 (21-29, 25-28) et se voit donc relégué en Coupe de l'EHF où ils sont éliminés au deuxième tour par le club bulgare du HC Spartak Varna. Les résultats sont bien meilleur sur la scène nationale puisque Volendam parvient à conserver son titre de champion et même à faire le doublé en remportant sa toute première Coupe des Pays-Bas en battant le HV Aalsmeer. Bis repetita pour la saison 2006/2007 : le HV KRAS/Volendam réalise à nouveau le doublé Coupe-Championnat mais est rapidement éliminé en Ligue des champions (battu par le HC Meshkov Brest lors du premier tour sur un total de 58 à 45) puis en Coupe de l'EHF (battu par le  KV Sasja HC Hobokensur un total 64 à 54).
En revanche, la saison 2007-2008 est décevante puisque le club ne remporte ni le Championnat où il finit dauphin du Hellas Den Haag ni la Coupe des Pays-Bas. De même, si Volendam passe le premier tour de la Coupe de l'EHF face au United HC Tongeren, il est ensuite éliminé par le club hongrois du Debreceni VSC sur un total de 64 à 50. Cette même saison, le club s'adonne à un autre type de compétition, la BeNe Liga, compétition entre les quatre meilleurs clubs belges et néerlandais où Volendam est battu par l'Initia HC Hasselt 48 à 46 (24-21, 25-24).
Lors de la saison 2008-2009, le HV KRAS/Volendam récupère la Coupe des Pays-Bas au détriment du HV Aalsmeer alors que le club réalise la performance de se hisser en finale BeNe Liga où le HV Aalsmeer prend sa vengeance en s'imposant 33 à 30. En Championnat, Volendam rtermine premier de la phase régulière et des Play-off, mais est battu en demi-finale par le Bevo HC, 53 à 49 (27-24, 25-26), pour finir à une troisième place synonyme de cinquième saison d'affilée en coupe d'Europe grâce à un forfait de l'E&O Emmen.
À l'issue de la saison 2009-2010, le club revient en force en conservant sa Coupe des Pays-Bas et surtout en terminant Champion des Pays-Bas, trois ans après le dernier. En plus de ces deux titres, le club remporte un troisième sacre, la BeNe Liga où, après avoir terminé quatrième de la saison régulière, Volendam écarte en demi-finale le United HC Tongeren 22 à 19 puis s'impose en finale 33 à 30 au détriment de l'Achilles Bocholt. Au niveau européen, le club participe à la Coupe des coupes mais est nettement dominé par le SDC San Antonio, vainqueur 80 à 48 (28-43, 20-37).
La saison suivante, Volendam remporte pour la cinquième fois le titre de Champion, mais passe à côté de la Coupe alors qu'en Coupe de l'EHF, le club se fait éliminer au troisième tour par le club allemand du TBV Lemgo après avoir vaincu les israéliens du Maccabi Rishon LeZion au deuxième tour. Cette même saison, en BeNe Liga devenu BeNeLux Liga, car les clubs luxembourgeois y participent désormais, le HV KRAS/Volendam termine premier du groupe B  puis bat l'Initia HC Hasselt 30 à 26 en demi-finale. En finale, les joueurs du Volendam doivent affronter les luxembourgeois du HC Berchem et parviennent à remporter pour la deuxième fois de son histoire et consécutif la compétition grâce à une victoire 32 à 29.
Les deux saisons qui suivent, le HV KRAS/Volendam réussit parvient à réaliser deux doublés Championnat-Coupe tandis qu'en coupe d'Europe, Volendam parvient à se hisser au deuxième et troisième tour où ils se font éliminer respectivement par le HBC Nantes puis par le RK Cimos Koper. En BeNeLux Liga 2011-2012, Volendam s'impose face au Initia HC Hasselt 30 à 24 et pour la troisième fois, remporte la compétition mais cet exploit ne sera pas édité la saison suivante, bien que Volendam arrive jusqu'en finale, il s'incline face à l'Achilles Bocholt 35 à 29.
Lors de la saison 2013-2014, Volendam ne parvient pas à continuer sa domination sur le handball néerlandais puisqu'en Championnat, le club est éliminé par l'OCI Limburg Lions Geleen lors des demi-finales. Cependant, le HV KRAS/Volendam parvient à remporter son septième trophée de la Coupe des Pays-Bas. Enfin, en BeNeLux Liga, le club ne passe pas la phase de poule, terminant troisième du groupe B.
En mars 2014, la Fédération luxembourgeoise de handball (FLH) annonce le retrait de ses clubs en Benelux liga, cette décision fait suite au comportement des dirigeants néerlandais qui a exaspéré les clubs luxembourgeois. Le manque de confiance entre les différentes fédérations a ainsi mis un terme au projet de la Ligue du Benelux.
C'est alors non pas une BeNeLux League mais une BeNe League qui aura lieu.
Dans cette nouvelle compétition, le HV KRAS/Volendam réalise une très mauvaise saison avec une sixième place et n'est donc pas qualifié pour le Final Four.

## Palmarès
Le tableau suivant récapitule les performances du Handbal vereniging Kras/Volendam dans les diverses compétitions néerlandaise et européennes.
| Compétitions internationales                                                                     | Compétitions nationales |
| - BeNe league - Vainqueur (3) : 2009-2010, 2010-2011, 2011-2012 - Deuxième: 2008-2009, 2012-2013 | - Championnat des Pays-Bas - Vainqueur (7) : 2005, 2006, 2007, 2010, 2011, 2012, 2013 - Deuxième (2) : 2008, 2015 - Coupe des Pays-Bas - Vainqueur (8) : 2006, 2007, 2009, 2010, 2012, 2013, 2014, 2019 - Supercoupe des Pays-Bas - Vainqueur (7) : 2005, 2006, 2009, 2010, 2011, 2012, 2015 |

### Parcours
| Saison    | Compétition nationales | Compétition nationales | Compétition internationales | Compétition internationales |
| Saison    | Championnat            | Coupe                  | BeNe League                 | Europe                      |
| --------- | ---------------------- | ---------------------- | --------------------------- | --------------------------- |
| 2002-2003 | 4e                     | ?                      | /                           | -                           |
| 2003-2004 | 5e                     | ?                      | /                           | C3 : 2e tour                |
| 2004-2005 | Vainqueur              | Vainqueur              | /                           | C4 : 3e tour                |
| 2005-2006 | Vainqueur              | Vainqueur              | /                           | C3 : 2e tour                |
| 2006-2007 | Vainqueur              | Vainqueur              | /                           | C3 : 2e tour                |
| 2007-2008 | Finaliste              | ?                      | Premier tour                | C3 : 2e tour                |
| 2008-2009 | 3e                     | Finaliste              | Finaliste                   | C3 : 2e tour                |
| 2009-2010 | Vainqueur              | Vainqueur              | Vainqueur                   | C2 : 2e tour                |
| 2010-2011 | Vainqueur              | Vainqueur              | Vainqueur                   | C3 : 3e tour                |
| 2011-2012 | Vainqueur              | Vainqueur              | Vainqueur                   | C3 : 2e tour                |
| 2012-2013 | Vainqueur              | Vainqueur              | Finaliste                   | C3 : 2e tour                |
| 2013-2014 | 4e                     | Vainqueur              | 3e du groupe B              | C3 : 2e tour                |
| 2014-2015 | Finaliste              | ?                      | 6e                          | C3 : 1er tour               |
| 2015-2016 | 5e                     | ?                      | ?                           | C3 : 2e tour                |
| 2016-2017 | Finaliste              | ?                      | ?                           | C3 : 1er tour               |
| 2017-2018 | 3e                     | ?                      | ?                           | C3 : 1er tour               |
| 2018-2019 | Finaliste              | Vainqueur              | ?                           | C4 : 1/16 de finale         |
| 2019-2020 | 5e                     | ?                      | ?                           | C3 : 1er tour               |

1. ↑  C1=Ligue des champions ; C2=Coupe des coupes ; C3=Coupe de l'EHF ; C4=Coupe Challenge.